# Nox (комп'ютерна гра)
Nox — рольова відеогра, розроблена компанію Westwood Studios і видана Electronic Arts у 2000 році.

## Огляд
Дія гри Nox відбувається у типовому середньовічному фентезійному світі, який живе за своїми суворими законами. Головна дійова особа, на ім'я Джек, не є жителем цього світу. Він потрапляє туди через портал, який відкриває Хекуба, зла Королева Некромантів, яка жадає отримати Сферу — потужний магічний артефакт, що знаходиться у світі людей і слугує простим предметом декорації в трейлері Джека. Затягнутий у портал Джек потрапляє на Повітряний Корабель разом зі своїм телевізором. Капітан корабля, легендарний Джандор, у минулому воїн, який переміг армію некромантів, починає направляти Джека на шляху становлення великого героя, якому належить врятувати цей світ.
У грі доступно три класи, за які можна грати: Воїн, Чаклун і Маг. Проходження за кожен клас відрізняється сюжетними поворотами, для кожного класу існують локації, на яких не можна побувати, граючи за інші класи.

## Класи гравців

### Воїн (Warrior)
Воїн — майстер контактного бою. Використовує найсильнішу (і найдорожчу) броню і найбільш руйнівну зброю. Він має максимальне здоров'я та є найбільш швидким класом гравців. Воїн не вміє користуватися магією, але йому доступне використання ряду бойових навичок, досить корисних у битві. Також уміє використовувати метальну зброю для враження цілі на відстані.
У світі Nox воїни ворогують з магами, тому, вибравши шлях воїна, слід бути готовим до того, що всі зустрічні маги будуть являти собою потенційну загрозу. Основне завдання воїна — постійно вдосконалювати і ремонтувати своє спорядження.

### Чаклун (Conjurer)
Чаклун спеціалізується на закляттях, пов'язаних з навколишньою природою. Як зброю може використовувати ціпки, надягати легку броню. Є єдиним, хто може використовувати луки та арбалети. Вважається проміжним між воїном і магом класом, хоча тактика бою й озброєння чаклуна мають мало спільного з іншими героями. Чаклуни не ворогують ні з магами, ні з воїнами. Відмінною особливістю чаклунів є можливість підпорядкування своїй волі ворожих монстрів, а також викликати монстрів для підтримки. Фактично, він може виграти битву, не зробивши жодного удару — за нього це зроблять його підопічні. Кількість монстрів, які можна контролювати, залежить від типу монстра. Для виклику необхідно, щоб у книзі монстрів був опис цього монстра. Також чаклун може викликати від однієї до чотирьох живих «бомб», які почнуть бігати у пошуках противника і при виявленні активувати зазначені гравцем чари.

### Маг (Wizard)
Маг — майстер руйнівних чарів, використовує магію завжди і скрізь. У контактному бою дуже вразливий, оскільки не може носити серйозну броню, тому основне завдання мага — триматися від противника на достатній відстані. Маг володіє рядом заклять, корисних для того, щоб уникати зустрічі з противником, він може стати невидимим, замкнути за собою двері, вміє розставляти магічні пастки, «заряджені» потужною магією, що може стати в пригоді для швидкого й ефективного усунення ворога, який ризикнув погнатися за магом. Маги носять тільки роби, шоломи і магічні посохи. Маг дуже сильний у дальньому бою, але тільки до тих пір, поки у нього є мана. Маг без мани — мертвий маг.
Воїни не дуже люблять магів, тому зустрічі з ними краще уникати.